# Comac
Công ty TNHH máy bay dân dụng Trung Quốc (Comac, đôi khi được viết cách điệu là COMAC, tiếng Trung: 中国商用飞机有限责任公司; Hán-Việt: Trung Quốc thương dụng phi cơ hữu hạn trách nhiệm công ty; bính âm: Zhōngguó Shāngyòng Fēijī Yǒuxiàn Zérèn Gōngsī) là một hãng sản xuất máy bay dân dụng của Trung Quốc, được thành lập vào ngày 11 tháng 5 năm 2008 tại Thượng Hải. Trụ sở chính được đặt ở Phố Đông, Thượng Hải. Công ty này có vốn đăng ký là 19 tỷ Nhân dân tệ (tức là 2,7 tỷ đô la Mỹ theo tỷ giá tính đến tháng 5 năm 2008). Đây là đơn vị thiết kế và chế tạo các máy bay dân dụng chở khách cỡ lớn có sức chứa trên 150 hành khách.
Chiếc máy bay đầu tiên được Comac đưa ra thị trường là ARJ21, nó được phát triển bởi công ty AVIC I, một doanh nghiệp nhà nước của Trung Quốc về kỹ thuật hàng không và quân sự. Kế tiếp là loại máy bay thân hẹp C919, có thể chở tới 168 hành khách và đã thực hiện chuyến bay đầu tiên vào năm 2017, sau đó được đưa vào hoạt động thương mại vào tháng 3 năm 2023.

## Các sản phẩm

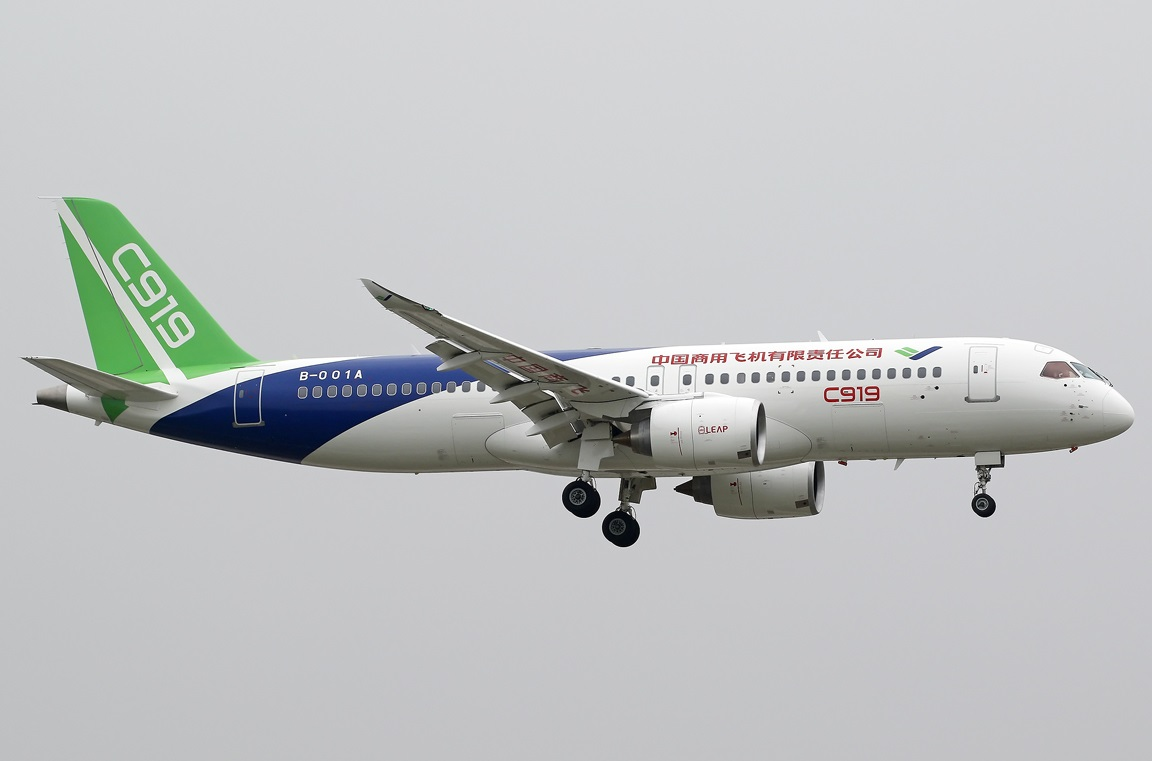
Một chiếc Comac C919

### Các đơn hàng

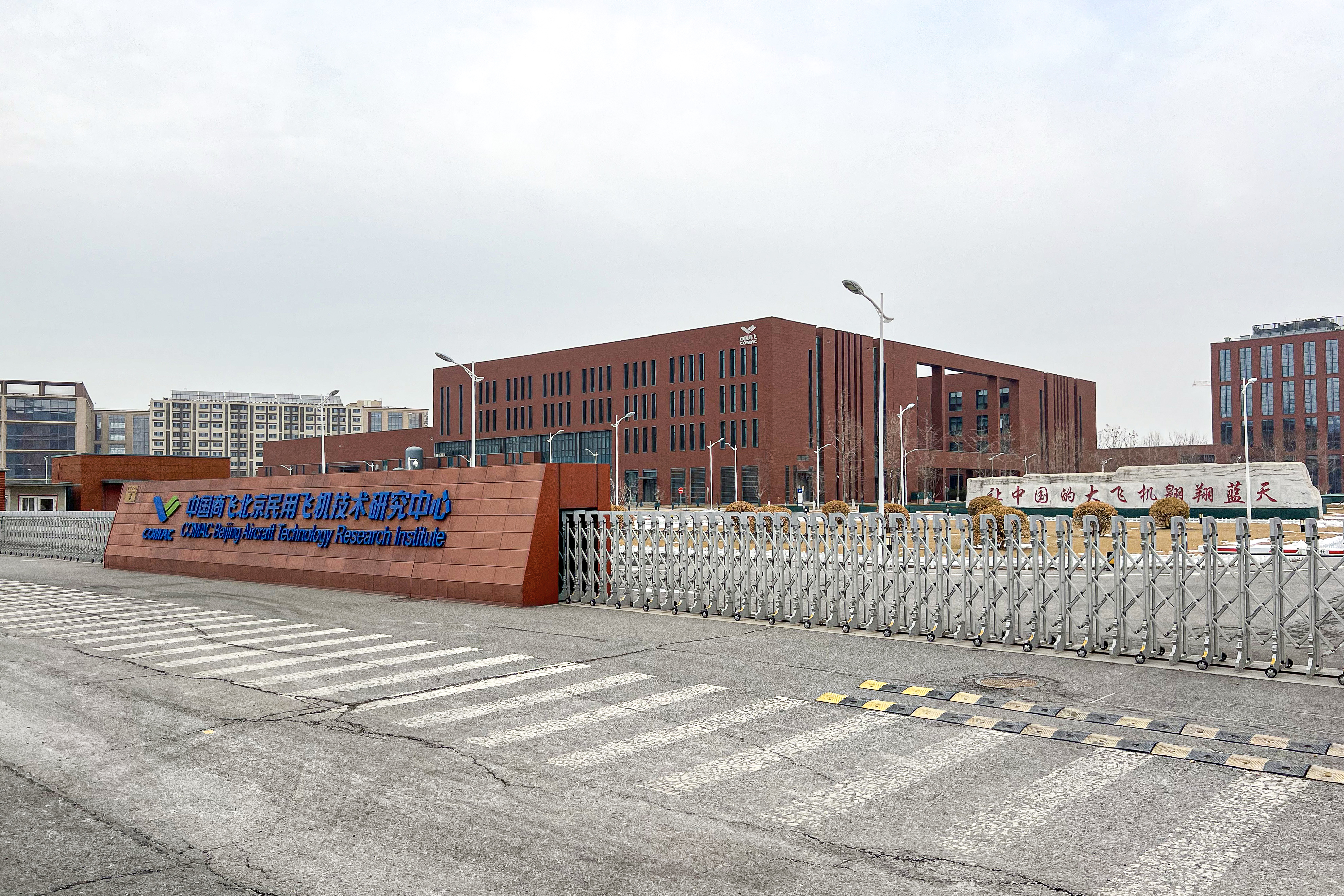
Viện nghiên cứu công nghệ máy bay Comac Bắc Kinh

## Lịch sử